# Hipócrates (irmão de Clístenes)
Hipócrates foi um ateniense, parente de vários outros atenienses famosos.
Hipócrates era irmão de Clístenes; eles eram filhos de Mégacles e Agarista de Sicião, filha de Clístenes (tirano de Sicião).
Sua filha Agariste  se casou com Xantipo, filho de Ariphron, e foi a mãe de Péricles. Outro filho de Xantipo foi Ariphron, mas os textos antigos não dão o nome da sua mãe.
Hipócrates também teve outro filho chamado Mégacles.